# Collégiale Sainte-Waudru de Mons
Pour les articles homonymes, voir Sainte-Waudru (homonymie).
La collégiale Sainte-Waudru de Mons est un édifice religieux catholique de style gothique brabançon dédiée à sainte Waudru, la patronne de la ville de Mons (Belgique). Commencés en 1450, les travaux s'arrêtèrent en 1691, sans que l'église ne soit jamais achevée. Elle est classée au patrimoine culturel immobilier classé de la Wallonie.

## Histoire
La construction de l'édifice est décidée par le chapitre de Sainte-Waudru : les travaux débutent en 1450 et durent pas moins de 241 ans. Les plans originaux sont établis par des architectes montois et Mathieu de Layens, natif de Soignies, entre autres, plans dont les maîtres successifs du chantier ne se sont pas écartés, ce qui donne au bâtiment son harmonie.
L'actuelle collégiale succède à d'autres édifices qui ont occupé ce monticule depuis le VIIe siècle, époque de la fondation par sainte Waudru du premier ermitage. Son plan est en forme de croix latine ; sa longueur est de 115 mètres pour 32 mètres de largeur. À la clef de voûte, elle atteint 24,5 mètres de hauteur. Le chœur est entouré d'un déambulatoire et de 15 chapelles rayonnantes. Les matériaux qui servirent à sa construction sont le grès, la pierre bleue et la brique.
La construction d'un clocher de 190 mètres de haut est prévue à l’origine : les travaux sont entamés en 1548. En 1620 la construction des bâtiments s'arrête, sans que l'église soit jamais terminée. Elle s'arrête définitivement en 1691 à hauteur du toit de la nef. Le fait est devenu depuis lors proverbial : quand quelque chose met du temps à prendre fin, les Montois disent : « C'est la tour de Sainte-Waudru, on n'en verra pas le bout ! ».
Lors de la Révolution française, le bâtiment est utilisé comme écurie et faillit être démoli. À partir de 1803, il est rendu au culte non plus comme paroisse personnelle des chanoinesses, mais comme paroisse principale de la ville de Mons, rôle autrefois dévolu à Saint-Germain, une église contiguë à Sainte-Waudru, qui est rasée en 1799.

## Les chanoinesses

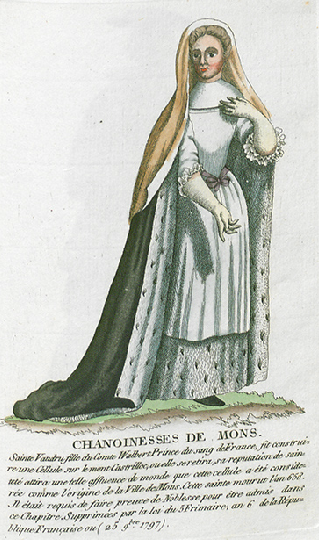
Chanoinesse de Mons.

C’est probablement dans la seconde moitié du VIIe siècle qu’une communauté religieuse est fondée par sainte Waudru. Après la mort de celle-ci, la petite communauté féminine s'est développée.
Entre le Xe et le XIIIe siècle, les religieuses régulières se sécularisent. C'est l'origine du chapitre noble de Sainte-Waudru, les religieuses devenant des chanoinesses, issues de familles nobles d'Europe. Au XIIIe siècle, il suffit d'être fille de chevalier pour être admise au chapitre. Mais en 1769, l'impératrice Marie-Thérèse d'Autriche, belle-sœur de l'abbesse Anne-Charlotte de Lorraine, édicte qu'il faut justifier de seize quartiers de noblesse.
Les chanoinesses bénéficient de prébendes (revenus liés à leur charge) ainsi que de nombreux privilèges. C'est ainsi qu'elles peuvent financer la construction de la collégiale, qui est leur église personnelle, celle-ci ne devenant église paroissiale qu'après la période révolutionnaire.
Le chapitre est supprimé par l'administration française en février 1793. Après une brève reprise sous la restauration autrichienne, il cesse définitivement ses activités en juin 1794.
De nos jours, dans le cortège de la ducasse de Mons, les chanoinesses sont représentées par deux groupes de figurantes, les unes en habit de chœur du XVIe siècle, les autres du XVIIIe siècle. Ces figurantes participent aussi aux cérémonies de descente et de remontée de la châsse, lors des festivités liées à la ducasse.

## Mobilier

### Sculptures

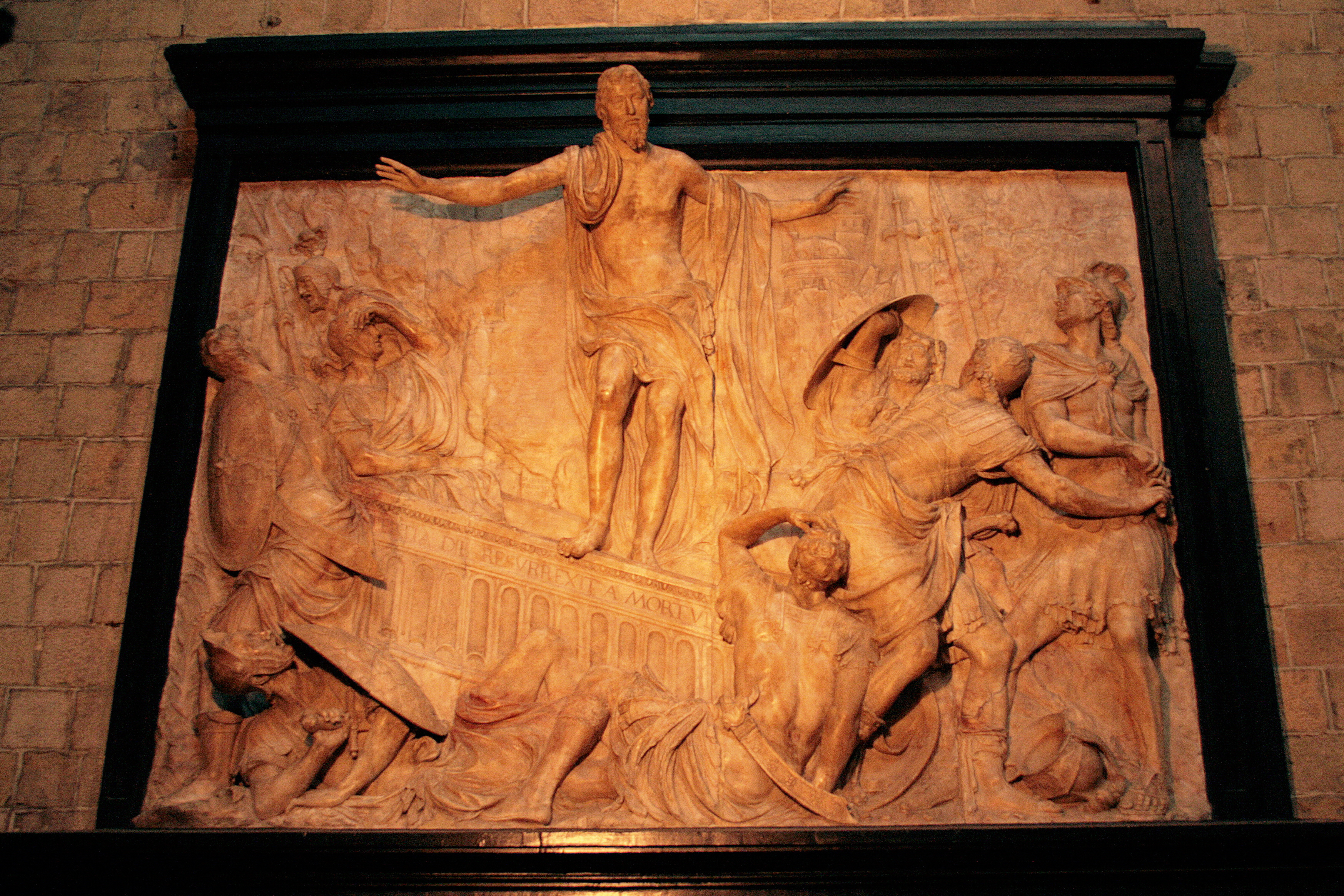
La Résurrection de Jacques Du Brœucq.

La collégiale renferme entre autres des œuvres de Jacques Du Brœucq. La plupart de ces œuvres proviennent d'un jubé de style Renaissance réalisé entre 1545 et 1549, et érigé à l'entrée du chœur. La structure de ce jubé est en marbre noir ; il est orné de bas-reliefs et de statues en ronde-bosse sculptés dans l'albâtre par Du Brœucq.
Après la destruction du jubé en 1797, conséquence de la Révolution française, la grande majorité des œuvres de Du Brœucq sont récupérées et disposées en différents emplacements de la collégiale. Les plus remarquables sont le bas-relief de la Résurrection, et dans le chœur les statues des vertus cardinales et théologales ainsi que celle de saint Barthélemy.
Il y a quelques statues comme celle de saint Jacques (apôtre) en bois polychrome, XIVe siècle ; celle de sainte Waudru et ses filles en bois polychrome vers la fin du XVe siècle ; sainte Waudru en fondatrice ou sainte Gertrude en fondatrice toutes deux en bois peint du XVIe ; crucifix en albâtre et aussi Abraham rencontrant Melchisédech, ce sont des statuettes en albâtre faites par Du Brœucq au XVIe.

### Vitraux
La collégiale Sainte-Waudru possède un ensemble exceptionnel de vitraux anciens, dont 21 datant du XVIe siècle. Cet ensemble est le plus complet de Belgique.
Afin d'orner l'édifice religieux nouvellement reconstruit, les chanoinesses firent appel au mécénat, principalement auprès du souverain et de ses proches. La hiérarchie des pouvoirs ressort clairement de l'ensemble : la famille régnante et les personnages les plus importants de l'Empire dans le chœur, les dignitaires d'importance locale dans le transept et la nef.

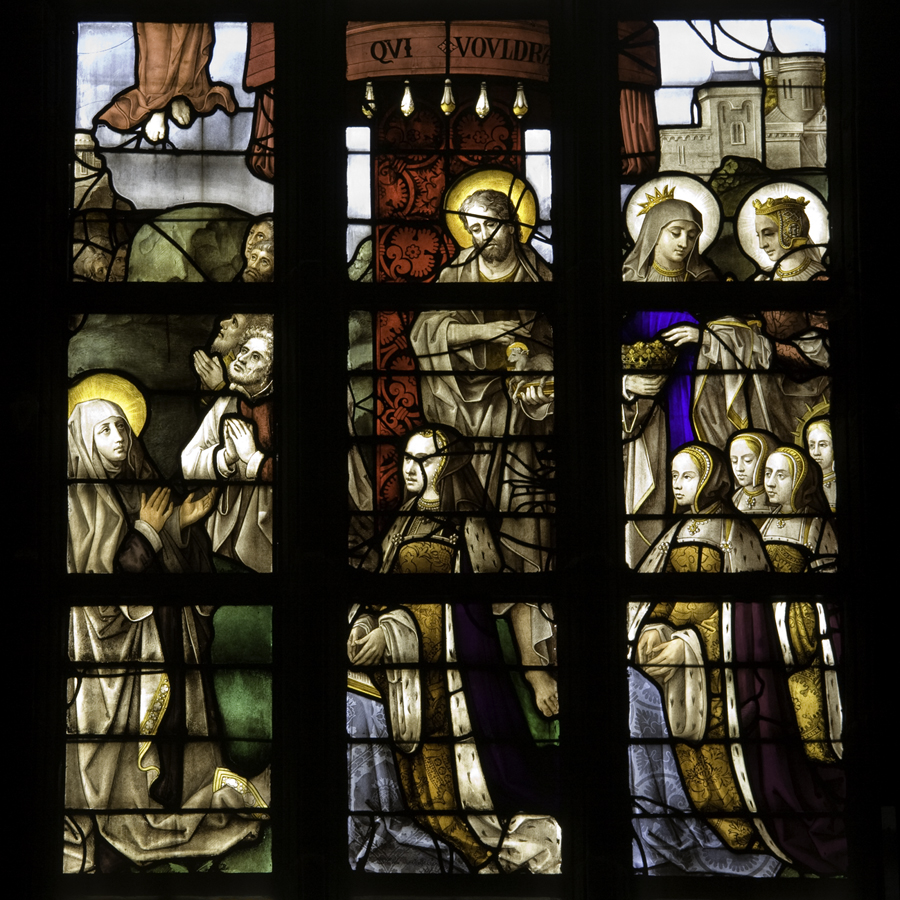
Un détail des vitraux anciens du chœur.

La plupart des vitraux sont composés suivant un même schéma : des donateurs, des saints et des armoiries sont disposés autour d'une scène biblique. L'iconographie religieuse des vitraux du chœur est cohérente ; il s’agit du cycle de la Vie du Christ et de la Vierge qui culmine avec une Crucifixion placée au centre de l'abside.
Les cinq verrières à trois lancettes du chevet sont offertes en 1510-1511 par l'empereur Maximilien Ier, qui a fait représenter sa famille. À l'exception de l'empereur et de son fils, dans le vitrail de la Crucifixion, tous les membres de la famille (comme c'est le cas pour les donateurs des autres vitraux) sont agenouillés en compagnie de leur saint patron et regardent vers le Christ en croix.
Malgré les restaurations importantes qu'ils subissent, les vitraux anciens permettent de suivre l'introduction progressive du style Renaissance qui se greffe sur une solide tradition gothique.
Les vitraux anciens sont entretenus, réparés et restaurés au cours des siècles. Une grande campagne de restauration est menée de 1838 à 1891. Pendant la Seconde Guerre mondiale, ils sont déposés et réparés avant d'être posés de nouveau en 1947, par le maître peintre-verrier Léon Rotta, qui a son atelier à Anderlecht (Belgique) et qui décède en 1970. Quant aux chapelles du rez-de-chaussée, elles sont ornées de vitraux de style néo-gothique réalisés entre 1853 et 1930. Au nombre de 40, ils constituent une remarquable collection. Dans les années 1960, les vitraux de la nef, qui avaient été déposés au milieu du XIXe siècle et remplacés alors par de simples vitres claires, sont reconstitués, à partir des fragments déposés, rénovés et complétés. Huit vitraux sont ainsi replacés dans les fenêtres hautes : au nord, le Combat de Saint Michel, les Saints Henri et Michel, l’Adoration des Mages et la Transfiguration ; au sud, l’Assomption, l’Agonie du Christ au Jardin des Oliviers, les Litanies de la Vierge, et l’Ecce Homo. Démarrée en 1957, cette rénovation, fruit de la collaboration entre Maurice Hizette (auteur des cartons, et chef du projet) et Fernand Crickx (maître verrier), s’achève en 1966.

### Stalles
Les stalles du chœur, en chêne, datent de 1707 et proviennent de l'ancienne église Saint-Germain. Elles sont ornées des bustes des Évangélistes et des Pères de l'Église, ainsi que de ceux de la Vierge et du Christ. La chaire de Vérité, elle aussi réalisée pour la collégiale Saint-Germain, date du premier tiers du XVIIIe siècle.

### Grandes orgues
Les orgues proviennent de l'abbaye de Cambron. En 1693, Matthieu Le Roy (1663-1743) construits des grands orgues pour l'église abbatiale. Après la suppression de l'abbaye par Joseph II, l'instrument, après quelques péripéties, trouve sa place dans la collégiale Sainte-Waudru de Mons. L'instrument sera fréquemment transformé et rénové, la dernière fois en 2017.

### Reliquaires

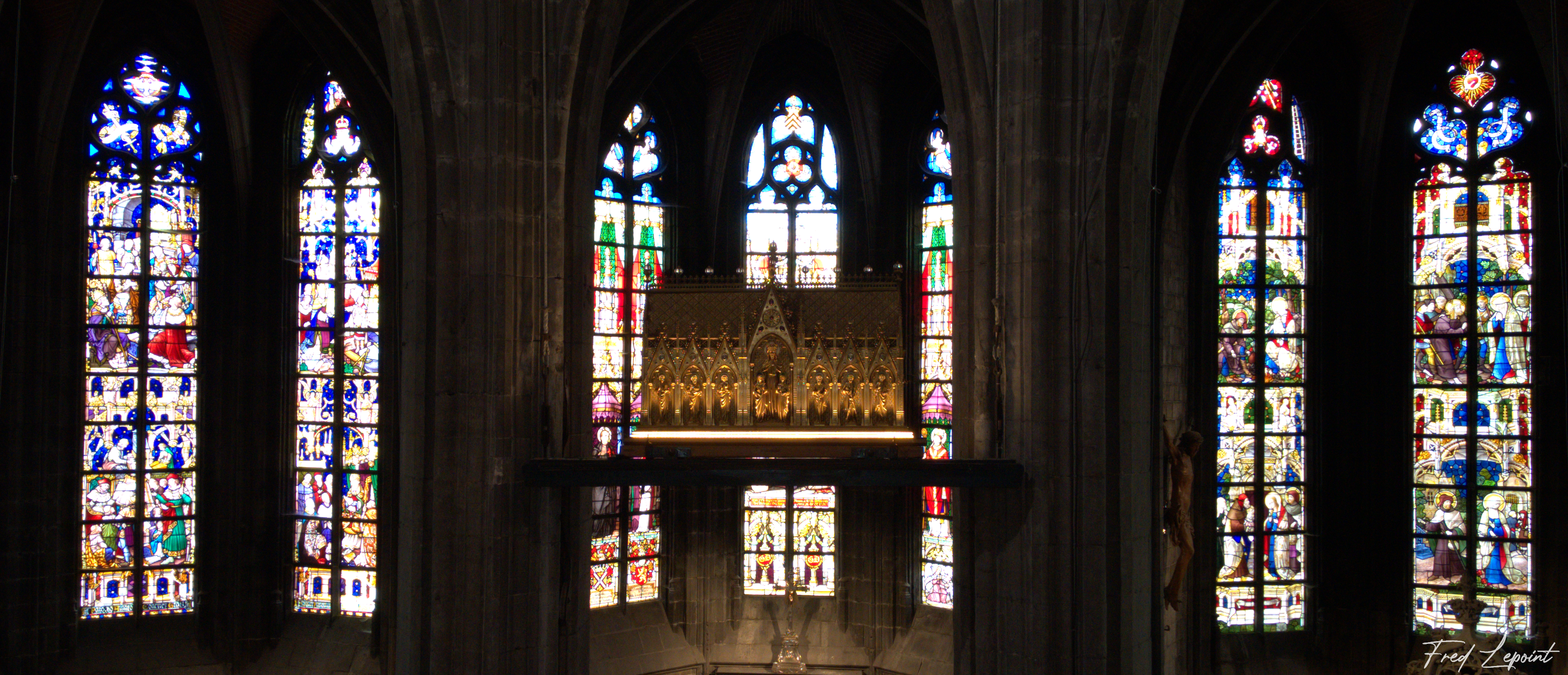
Châsse de Sainte Waudru Mons

La châsse de sainte Waudru, de style néogothique, est exposée au-dessus du maître-autel. Elle est en laiton doré et ornée de pierres précieuses et semi-précieuses, d'émaux et de cabochons, et date de 1887. Elle se présente sous la forme d'une église avec transept, pinacles et crétage. Le Christ et la Vierge à l'Enfant occupent les pignons, tandis que les groupes de sainte Waudru et de ses filles d’une part et de saint Vincent et de ses fils, de l'autre, accompagnés chacun de six apôtres, figurent le long des deux flancs.
La châsse actuelle en remplace une plus ancienne, datant de 1313, en cuivre doré et en argent, qui fut malheureusement détruite en 1794, lors de la seconde invasion de Mons par les révolutionnaires français.
La châsse actuelle renferme les ossements de sainte Waudru, à l’exception de la tête, séparée des autres reliques en 1250, et placée dans un reliquaire nommé « Chef de sainte Waudru ». Celui-ci date de 1867 et est de style néo-gothique. Il est en argent et laiton doré décoré de pierres colorées et de cabochons, et se présente sous la forme d'un dais ouvragé abritant la tête couronnée de la sainte.

## Orfèvreries
Il est composé de calices de style gothique du XVIIe au XIXe siècle ; de ciboires ; des ostensoirs ; des reliquaires ; encensoir et navette ; chandeliers d'autel.

### Le Car d'Or

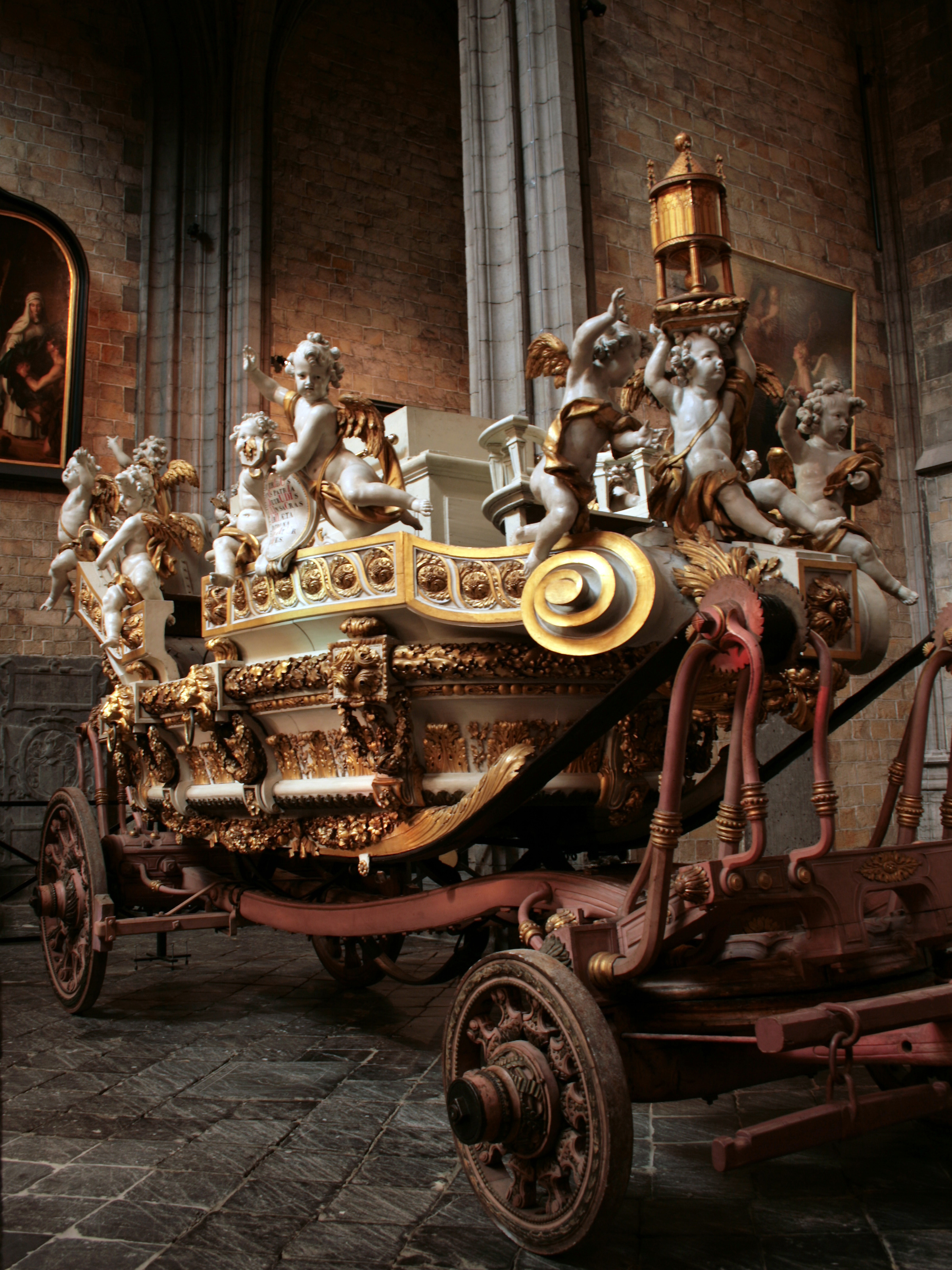
Le Car d'Or.

Le Car d'Or est un char de procession en bois sculpté, peint et doré. Réalisé entre 1779 et 1782 en style Louis XVI, il est le seul char processionnel de cette époque à être encore utilisé.
Habituellement remisé dans le collatéral nord, il sort chaque année lors de la ducasse de Mons du dimanche de la Trinité pour promener en ville la châsse de sainte Waudru. Il est alors tiré par six chevaux de trait, et transporte, outre les reliques, un prêtre et douze enfants de chœur.

## Le Trésor
Le trésor de la collégiale - objets liturgiques divers, et reliquaires anciens - est situé dans une annexe, pour y accéder, il faut passer par une petite porte qui ouvre sur le transept. On peut le visiter de mai à septembre.

## Galerie

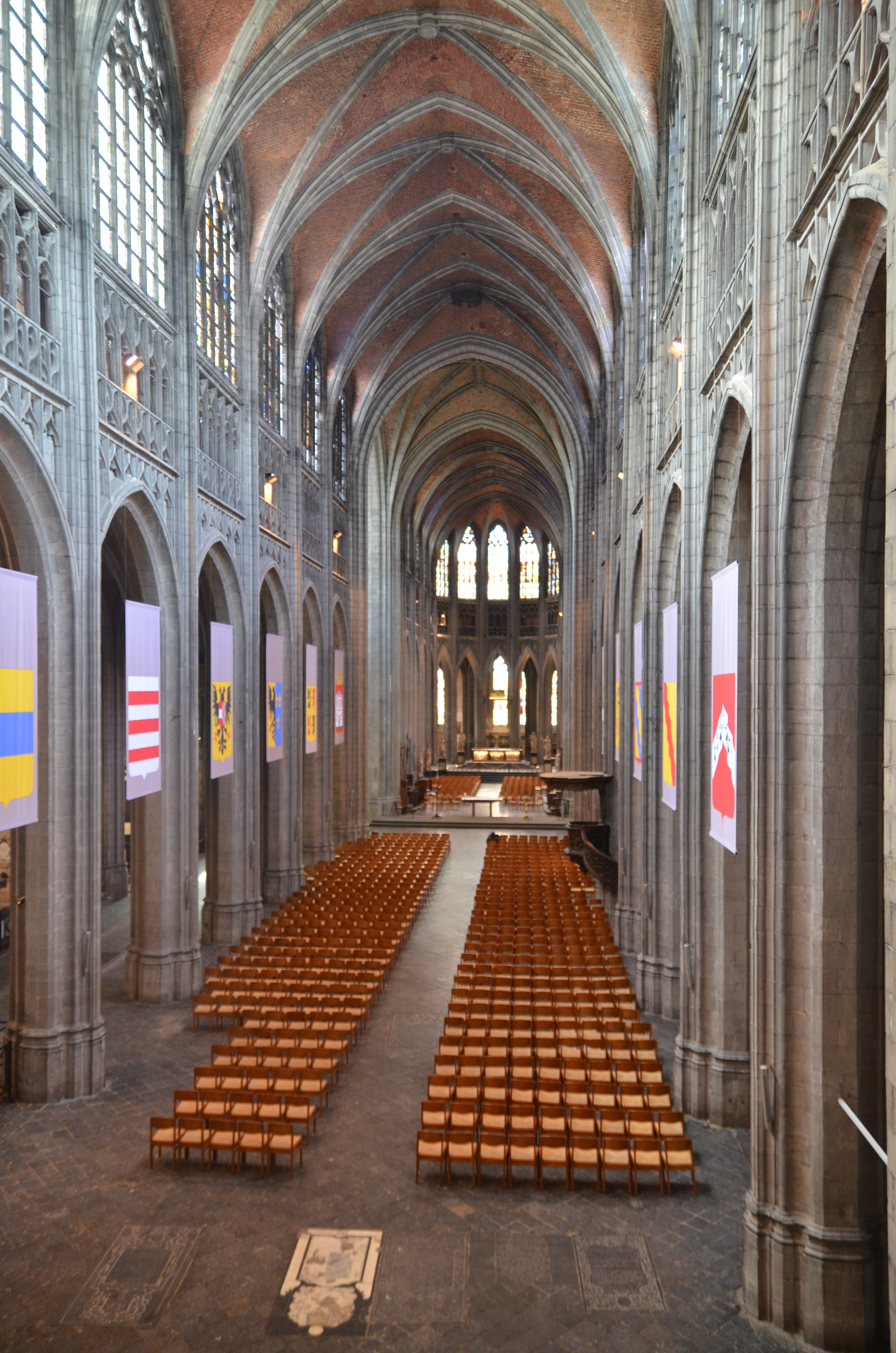
Vue de l'intérieur.
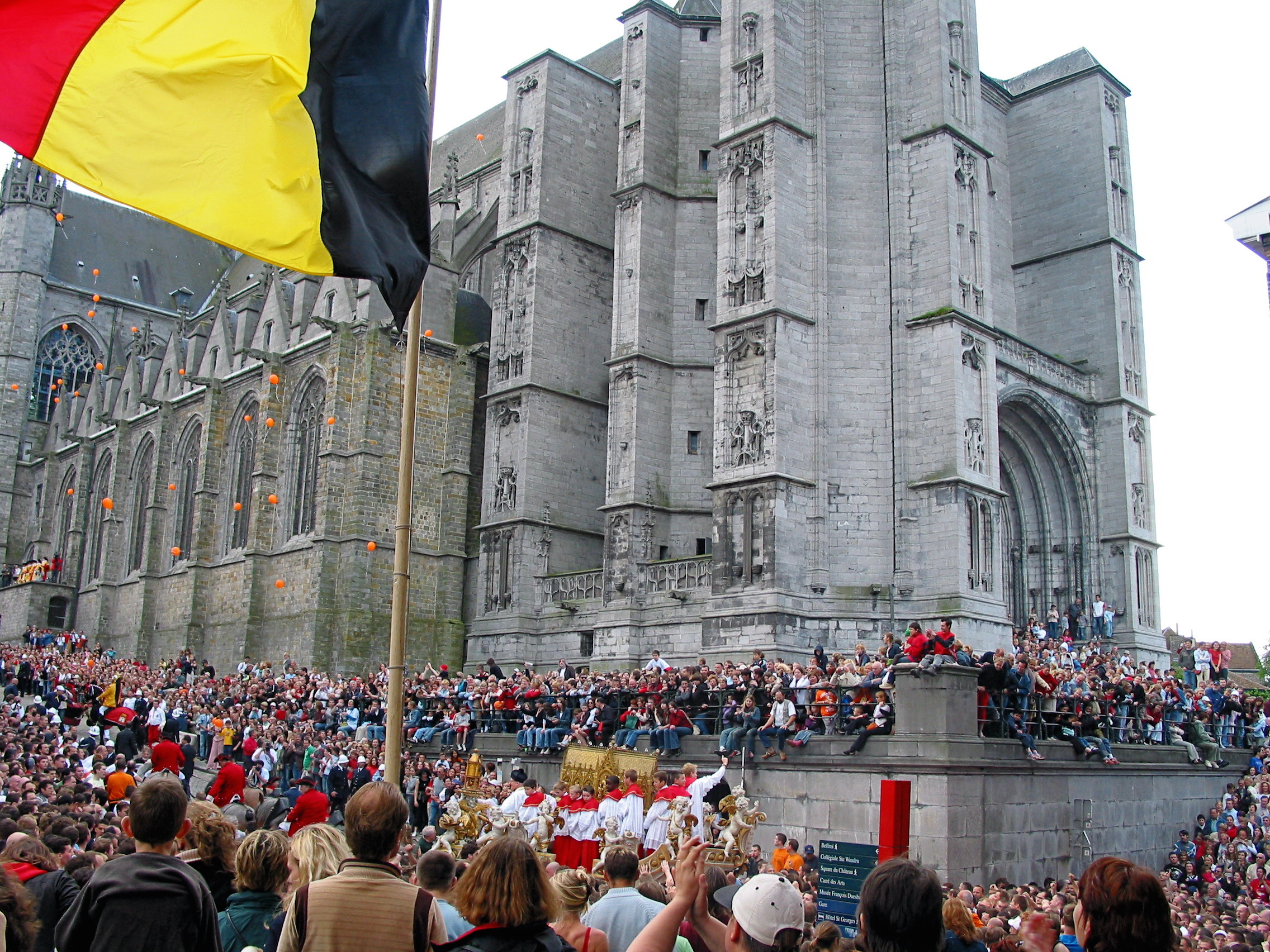
La remontée du Car d'Or (Ducasse de Mons).
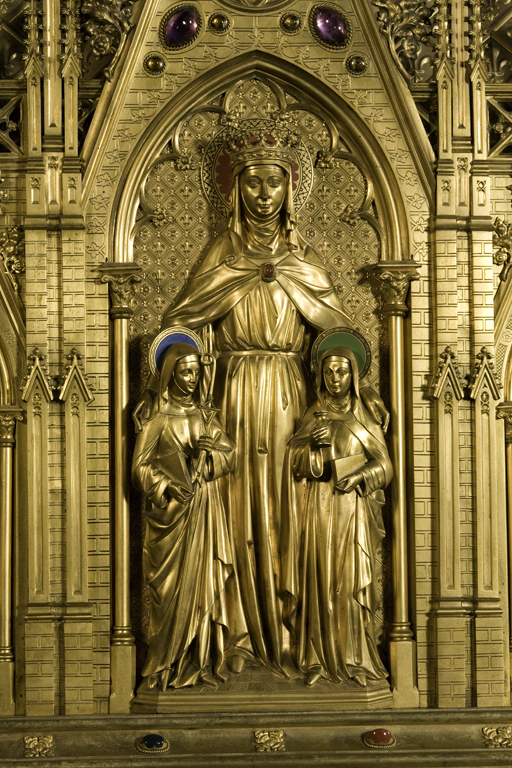
Sainte Waudru et ses filles, un détail de la châsse.
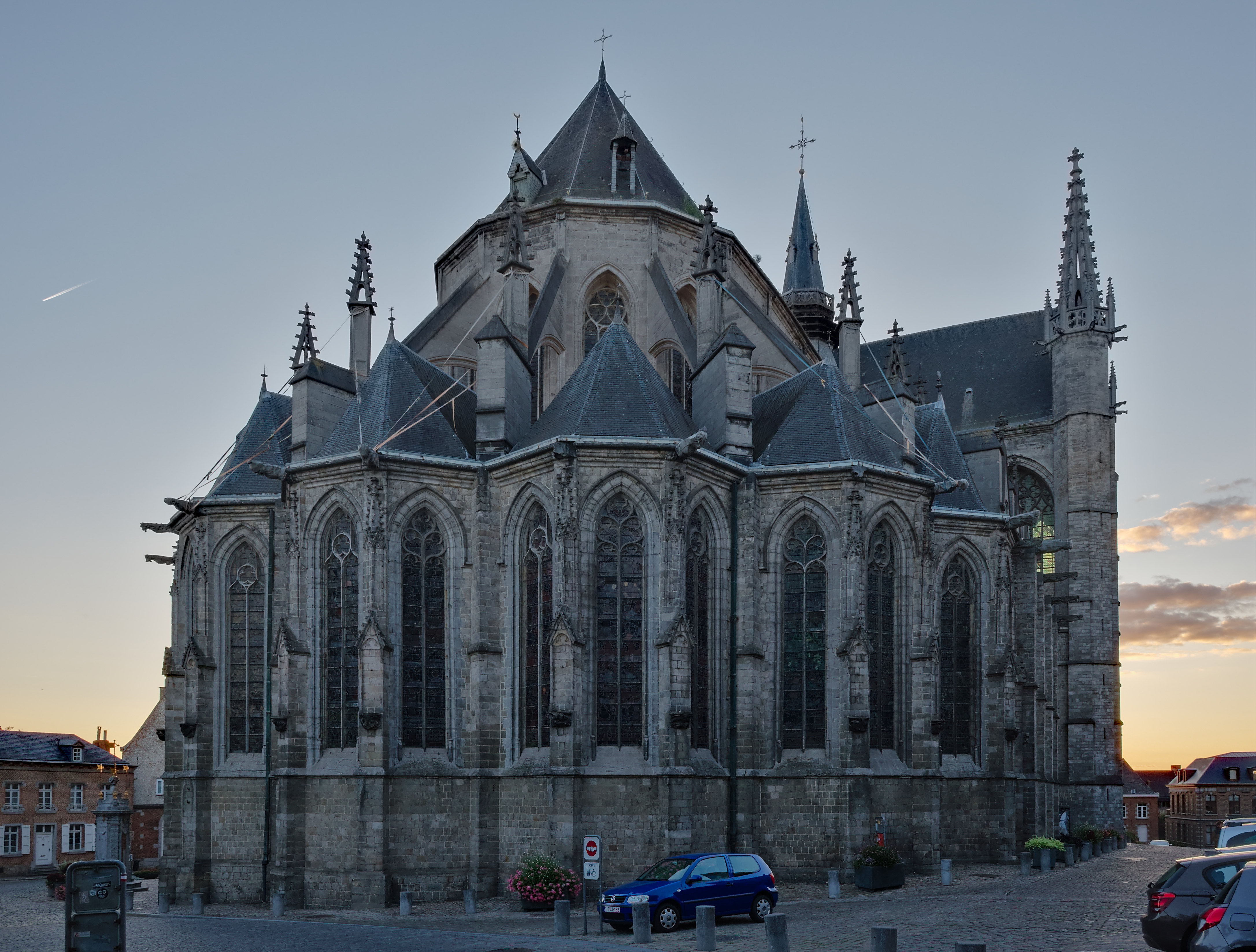
Coté est.
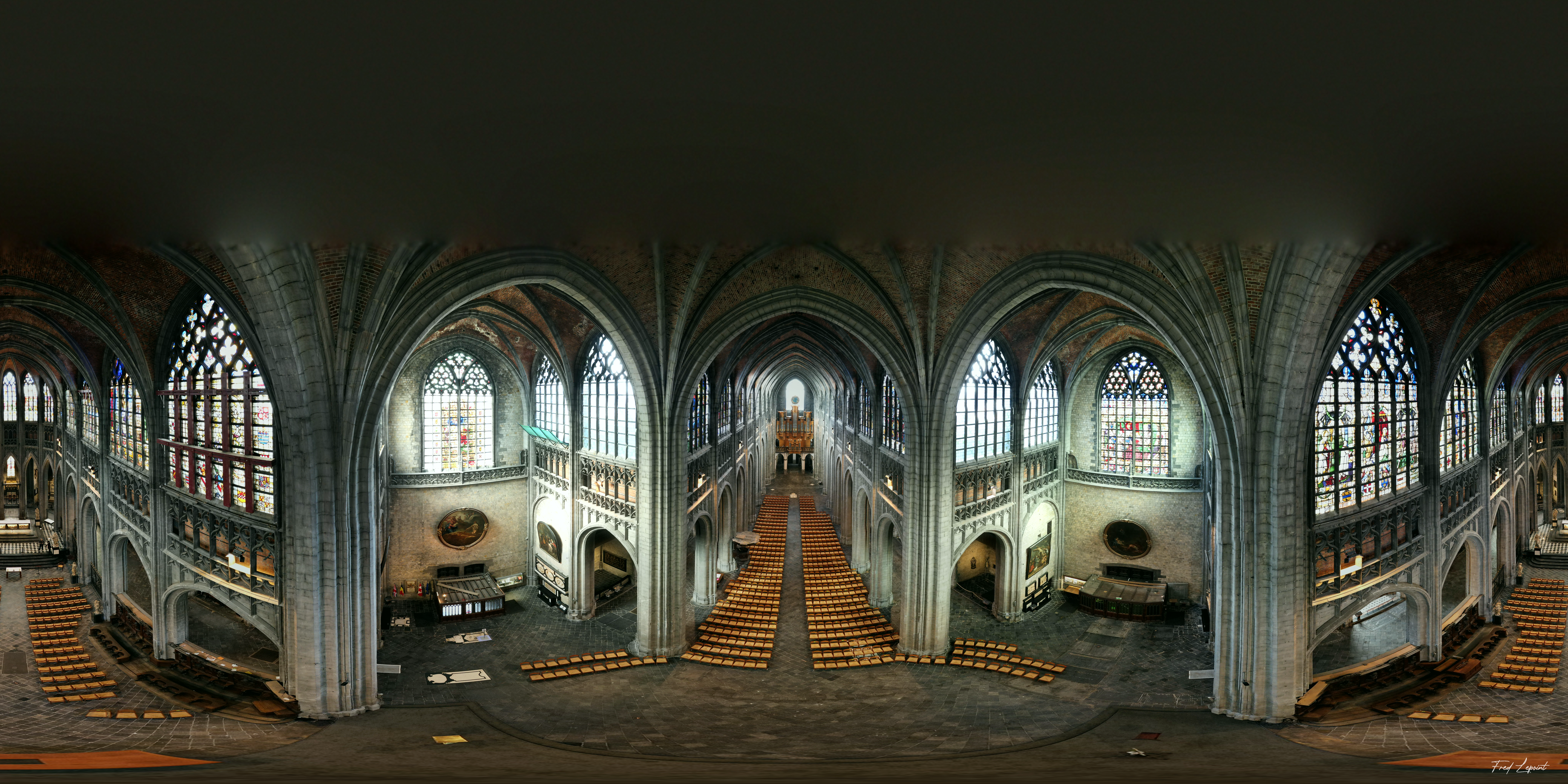
360 sur Sainte Waudru